# Károly Jordán
Károly Jordán (wym. [kaːroj jordaːn], ur. 16 grudnia 1871 w Peszcie, zm. 24 grudnia 1959 w Budapeszcie) – węgierski taternik i matematyk, członek Węgierskiej Akademii Nauk (od 1947 r.), profesor Wyższej Szkoły Ekonomicznej w Budapeszcie.
Podczas pobytu w Zurychu i Genewie, gdzie ukończył studia, dobrze poznał Alpy i dokonał w nich kilku wejść alpinistycznych, w tym zimowych. W czasie pobytu w Genewie poznał również swoją przyszłą żonę Marthe Lavallé. W 1898 r. wrócił na Węgry, gdzie zaczął chodzić po Tatrach, częściowo z przewodnikami, częściowo bez nich. W latach późniejszych rozpoczął uprawianie narciarstwa wysokogórskiego, głównie w Karpatach. Na swojej ostatniej wspinaczce w Alpach był w 1930 r.
Károly Jordán został uhonorowany nazwą trzech tatrzańskich obiektów w nazewnictwie niemieckim i węgierskim – są to Poślednia Turnia (Jordánspitze, Jordáncsúcs), Wyżnia Poślednia Przełączka (Jordánscharte, Jordánrés) i Zębata Turnia (Jordánturm, Jordántorony), a także polskim (Droga Jordana).

## Ważniejsze tatrzańskie osiągnięcia wspinaczkowe
- pierwsze wejście zimowe na Gerlach, wraz z Januszem Chmielowskim i Klemensem Bachledą
- pierwsze wejście letnie na Żabi Szczyt Wyżni, wraz z m.in. Januszem Chmielowskim, Stanisławem Krygowskim i Klemensem Bachledą
- pierwsze wejście zimowe na Wysoką, wraz z Harrym Barcelim, Johannem Franzem seniorem i Paulem Spitzkopfem
- pierwsze wejście letnie na Żłobisty Szczyt, wraz z Marthe Lavallé
- pierwsze wejście zimowe na Lodową Przełęcz, wraz z przewodnikiem
- pierwsze wejście zimowe na Pośrednią Grań, wraz z towarzyszami
- pierwsze zimowe przejście Żlebu Karczmarza, wraz z m.in. Chmielowskim i Bachledą
- pierwsze wejście letnie na Drobną Turnię, wraz z Gyulą Dőrim
- pierwsze wejście letnie na Pięciostawiańską Turnię, wraz z Gyulą Dőrim
- pierwsze wejście zimowe na Krzyżne Liptowskie, wraz z Karolem Englischem
- pierwsze wejście letnie na Marusarzową Turnię, wraz z Chmielowskim i Jędrzejem Marusarzem Jarząbkiem
- pierwsze wejście letnie na Lodowy Ząb, wraz z m.in. Chmielowskim, Bachledą i Paulem Spitzkopfem.